# Gareth David-Lloyd

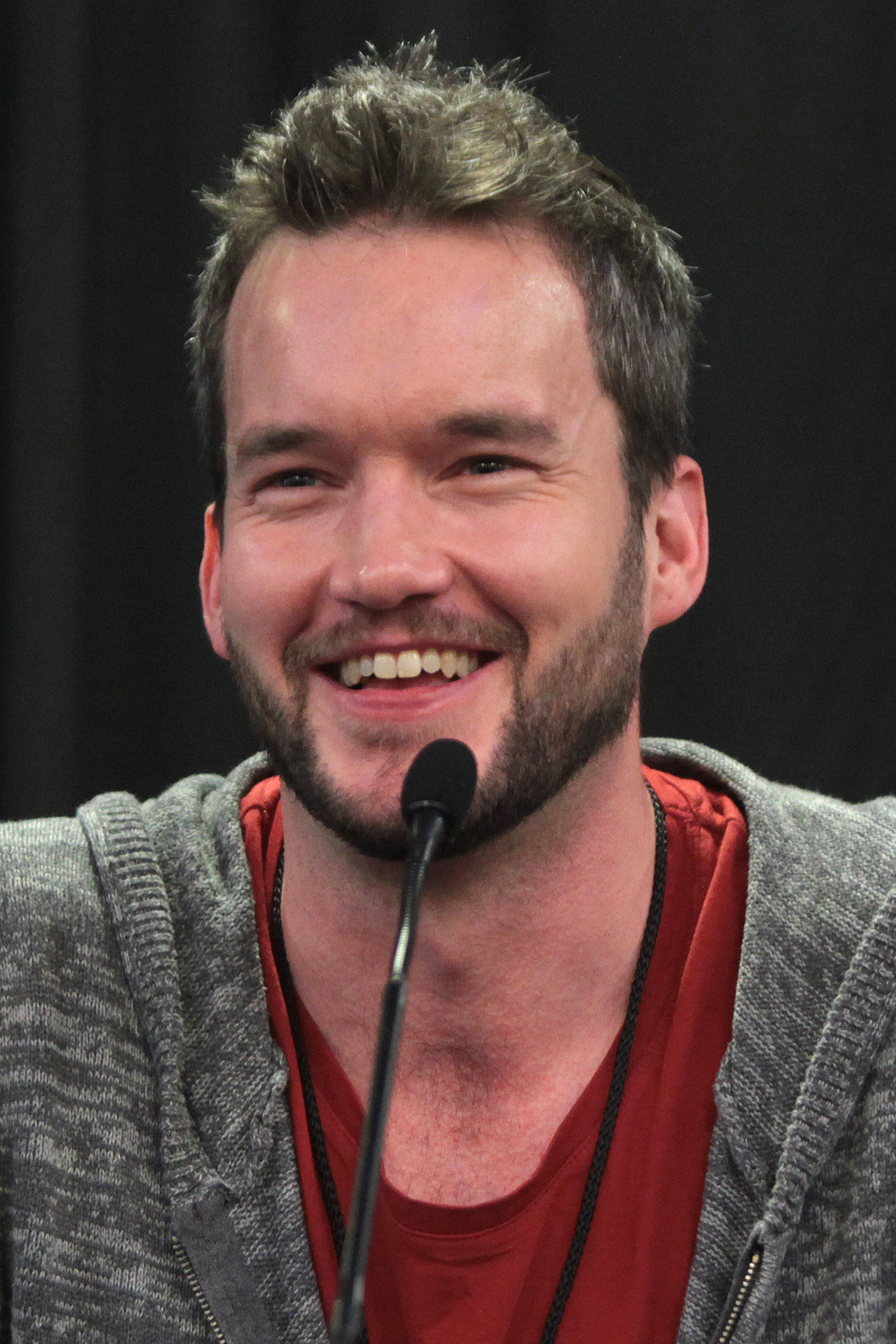
Gareth David-Lloyd (2015)

Gareth David-Lloyd (* 28. März 1981 in Bettws, Newport, Wales) ist ein britischer Schauspieler und Prog-Metal-Sänger. Internationale Bekanntheit erlangte er durch seine Darstellung des Ianto Jones im Doctor-Who-Ableger Torchwood. Die Figur war derart beliebt, dass David-Lloyd noch neun Jahre nach Iantos Tod regelmäßig Einladungen zu internationalen Science-Fiction-Conventions wie der SDCC wahrnimmt und Ianto in einer Vielzahl von (Hör-)Büchern und Original-Cast-Hörspielen durch Zeitsprünge wieder zum Leben erweckt wurde, zuletzt im Juli 2017.

## Leben
Als Teenager war Gareth David-Lloyd Mitglied im Gwent People's Theatre in Abergavenny und im The Dolman Youth Theatre. Dort trat er in Stücken wie Macbeth, Die Dreigroschenoper und Henry V. auf. Nach einem Auftritt im Monmouth Castle sandte ihm der frühere Labour-Vorsitzende Neil Kinnock 250 Pfund, die David-Lloyd für seine Karriere verwenden sollte.
Er machte eine Schauspielausbildung am National Youth Theatre. Seit 2003 hatte er verschiedene Gastrollen in Fernsehserien wie Casualty, Absolute Power oder Mine All Mine. 2006 wurde er von Mine-All-Mine-Serienschöpfer Russell T Davies, der ihn in guter Erinnerung behalten hatte, für eine der Hauptrollen im Doctor-Who-Ableger Torchwood besetzt. 2008 trat er in seiner Rolle als Ianto Jones auch in zwei Folgen von Doctor Who auf. Seit dem vorläufigen Ende der Fernsehproduktion von Torchwood erscheinen weiterhin regelmäßig Bücher, Comics und Hörspiele mit der Originalbesetzung der Serie. 2011 produzierte er den Film Casimir Effect, in dem er auch die Hauptrolle übernahm und mit seiner Progressive-Metal-Band  Blue Gillespie als Leadsänger den Soundtrack beisteuerte.
Gareth David-Lloyd ist seit 2010 mit Gemma James verheiratet. Gemeinsam haben sie eine Tochter (* 2012).

## Filmografie (Auswahl)

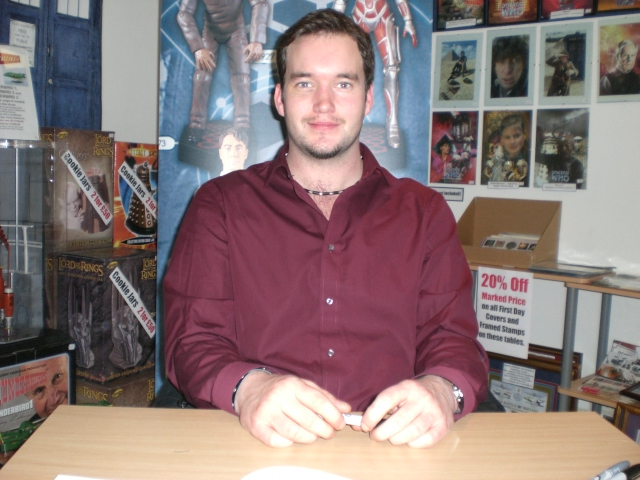
Gareth David-Lloyd (2008)

### Als Schauspieler
- 2003: Casualty (Fernsehserie, Folge 18x17)
- 2003: Absolute Power (Fernsehserie, Folge 1x02)
- 2004: Rosemary & Thyme (Fernsehserie, Folge 2x05)
- 2005: Beethoven (Fernsehserie, Folge 1x03)
- 2005, 2010: The Bill (Fernsehserie, Folgen 21x94, 26x03)
- 2006–2009: Torchwood (Fernsehserie, 30 Folgen)
- 2008: Doctor Who (Fernsehserie, Folgen 4x12–4x13)
- 2009: Girl Number 9
- 2010: Sherlock Holmes (Sir Arthur Conan Doyle’s Sherlock Holmes)
- 2011: Red Faction: Origins
- 2011: Warehouse 13 (Fernsehserie, Folge 3x05)
- 2011: Bloody Norah
- 2011: Casimir Effect
- 2012–2017: Twisted Showcase (Fernsehserie, 3 Folgen)
- 2012–2013: Holby City (Fernsehserie, 3 Folgen)
- 2015: Waterloo Road (Fernsehserie, Folgen 10x18–10x20)
- 2015: I Am Alone
- 2016: Dark Signal
- 2018: Albert: The Power Behind Victoria (Dokumentation)
- 2018: Black River Meadow (Mini-Serie, Teil 1)
- 2018: Robin Hood: The Rebellion
- 2019: The Widow (Fernsehserie, Folge 1x08)
- 2019: Warren (Fernsehserie, Folge 1x05)
- 2020: Strange Tales (Fernsehserie, Folge 2x02)
- 2025: Out There (Mini-Serie, Teil 2)

### Videospiele
- 2011: Red Faction: Armageddon … als Adam Hale
- 2014: Dragon Age: Inquisition … als Solas
- 2015: Dragon Age: Inquisition – Trespasser … als Solas
- 2024: Dragon Age: The Veilguard … als Solas

## Diskografie (mitBlue Gillespie)
- 2008: Cave Country (EP)
- 2009: Cave Country Part 2 (EP)
- 2010: Synesthesia
- 2012: Seven Rages of Man